# ネイサン・エリントン
ネイサン・レヴィ・フォンテイン・エリントン(Nathan Levi Fontaine Ellington, 1981年7月2日 - )は、イングランド・ブラッドフォード出身の元サッカー選手。現役時代のポジションはFW。
実兄のリーも元サッカー選手。

## 経歴
ノンリーグのトゥーティング・アンド・ミッチャム・ユナイテッドFCでキャリアをスタートし、16歳の若さでトップチームでプレーする。1997年には同じくノンリーグのウォルトン・アンド・ハーシャムFCに移籍し、在籍したのは1997-98シーズンの1シーズン限りであったが、88試合に出場し57得点を挙げている。1999年にブリストル・ローヴァーズFC移籍。3シーズンで158試合に出場、59ゴールを挙げている。
ウィガン・アスレティックFC在籍時にはジェイソン・ロバーツと共に強力2トップを形成。ウィガンのプレミアリーグ昇格に大きく貢献する。2005-06シーズンからはウェスト・ブロムウィッチ・アルビオンFCへ同クラブ史上最高金額（約6億円）で移籍する。しかしクラブは降格してしまい、2007-08シーズンからはワトフォードFCへ移籍。2008年6月からダービー・カウンティFCへ、2010年1月からギリシャ・スーパーリーグのシュコダ・クサンティFCへローン移籍。
2013年10月17日、フットボールリーグ1のクルー・アレクサンドラFCからカンファレンス・プレミアのサウスポートFCに移籍した。

## 所属クラブ
- ウォルトン・アンド・ハーシャムFC 1997-1998
- ブリストル・ローヴァーズFC 1998-2001
- ウィガン・アスレティックFC 2001-2005
- ウェスト・ブロムウィッチ・アルビオンFC 2005-2007
- ワトフォードFC 2007-2011

→  ダービー・カウンティFC 2008-2009 (loan)
→  シュコダ・クサンティFC 2010 (loan)
→  プレストン・ノースエンドFC 2011 (loan)
- イプスウィッチ・タウンFC 2011-2013

→  スカンソープ・ユナイテッドFC 2012-2013 (loan)
- クルー・アレクサンドラFC 2013
- サウスポートFC 2013